# 할아버지 할머니 회춘하다
《할아버지 할머니 회춘하다》(일본어: じいさんばあさん若返る)는 아라이도 카기리가 쓰고 그린 일본 만화다. 2019년 10월 작가의 트위터 및 픽시브 계정에서 연재를 시작했다. 이후 2022년 7월에 미디어팩토리의 월간 코믹 알루나 잡지에서 병행 연재를 받았다. 겟코(月虹)가 제작한 애니메이션 TV 시리즈 각색판은 AT-X 등에서 2024년 4월 7일에서 6월 16일까지 방영했다.

## 구성
이야기는 아오모리현의 작은 마을에 사는 두 노부부, 사이토 쇼조와 사이토 이네의 이야기를 담고 있다. 어느 날 사과 농장을 살펴보던 중 그들은 나무 중 하나에서 황금 사과가 자라는 것을 발견했다. 그 사과를 먹은 뒤 두 사람은 20대의 몸으로 돌아와 있었다.